# Велика Морава
Вижте пояснителната страница за други значения на Морава.
Велика Морава или само Морава (на сръбски: Велика Морава или Velika Morava) е река в Сърбия, десен приток на Дунав. Дължина 185 km (с дясната съставяща я река Южна Морава 480 km), площ на водосборния басейн 37 444 km².

## Историческа справка
Историческото средновековно име на цяла Морава от юг на север, т.е. Южна и Велика Морава е Българска Морава, а Западна – Сръбска. През Средновековието по протежение на Велика Морава се е простирала Българската гора.

## Географска характеристика

### Извор, течение, устие
Река Морава се образува на 139 m н.в. от сливането на двете съставящи я реки Западна Морава (лява съставяща, 184 km, 15 849 km²) и Южна Морава (дясна съставяща, 295 km², 15 469 km²), на 1,5 km северозападно от град Сталач, в югоизточната част на Сърбия. По цялото си протежение Морава тече в северна посока (с леко отклонение на запад) през плодородната и гъсто заселена Моравска равнина, в широка долина, където се разделя на ръкави и силно меандрира. Велика Морава е типична меандърна река. От Сталач до Дунав разстоянието по права линия е 118 km, а дължината на реката по меандрите ѝ е било 245 km, а сега 185 km, което я прави по този показател най-наситената меандърна река в Европа. Долината на Велика Морава се поделя на две части от Баграданската клисура – Горноморавска и Долноморавска котловина. Горноморавската котловина е най-широка при Ягодинското поле. Дъното на долината в горноморавско (в по-голямата си част припокриващо се с Поморавски окръг) е широко до 20 km, а при Свилайнац – 10 km. Долноморавската котловина е част от т.нар. Подунавие и преди 200 хил. години е била дъно на воден басейн, залив на Панонско море. Широчината на коритото на реката варира от 80 до 200 m, а дълбочината – до 10 m. Речното корито е непостоянно и реката често го изменя. На местата на предходното ѝ протичане се образуват езерца (старици), наричани моравища/е, откъдето произлиза и името на реката. На 47 km преди устието на Велика Морава в Дунав, от нея се отклонява ляв ръкав, който се слива с река Раля и край град Смедерево се влива в Дунав. Влива се отдясно в река Дунав), при нейния 1105 km, на 65 m н.в., на 8 km североизточно от град Смедерево.

### Водосборен басейн, притоци
Водосборният басейн на Велика Морава е с площ от 37 444 km² (4,58% от водосборния басейн на Дунав), като обхваща южните, югоизточните и югозападни части на Сърбия, западните части на България (1237 km², 3,3% от целия водосборен басейн на реката), източните части на Косово и малък участък от крайната източна част на Черна гора. Водосборният басейн само на Велика Морава е с площ 6126 km², което съставлява 16,36% от целия водосборен басейн на реката.
На изток водосборния басейн на Велика Морава граничи с водосборните басейни на реките Млава, Тимок, Огоста и Искър (десни притоци на Дунав, на югоизток и юг – с водосборните басейни на реките Струма и Вардар (от басейна на Егейско море), югозапад – с водосборния басейн на река Дрин (от басейна на Адриатическо море), а на запад – с водосборните басейни на реките Дрина и Колубара (десни притоци на Сава) и Раля (десен приток на Дунав).
Основните притоци:
- леви – Западна Морава (308 km, 15 849 km²), Лугомир (57 km, 446 km²), Лепеница (48 km, 625 km²), Ясеница (79 km, 1388 km²);
- десни – Южна Морава (295 km, 15 469 km²), Ресава (65 km,744 km²).

### Хидроложки показатели
Велика Морава има предимно дъждовно и снежно подхранване с ясно изразено пролетно пълноводие и лятно маловодие. Често явление през пролетта са епизодичните прииждания в резултат на преждевременно затопляне и бързото снеготопене във водосборния ѝ басейн. Среден годишен отток в устието 255 m³/s. Около 120 m³/s е приносът на Западна Морава, близо 100 m³/s на Южна Морава, а останалите 35 m³/s – на останалите притоци на Велика Морава.

## Стопанско значение
През 1966 година започва изграждането на хидромелиоративни съоръжения по протежение на реката с цел предотвратяване на честите наводнения. В резултат на изградените 18 на брой малки язовири и пресичането на 23 меандъра, до 1980 година дължината на реката е коригирана (намалена) с 60 km – от 245 на 185 km. Планът за коригиране на речното корито, предвижда дължината на реката да се скъси на 152 km и да стане изцяло плавателна, но икономическата криза в Югославия през 80-те години на 20 век, последвана от започналото разпадане на югославската федерация през 90-те години на века осуетяват тези намерения. Днес само 3 km от устието на реката са плавателни, а с началото на хидромелиоративните мероприятия през 1966 се е предвиждало цялата ѝ дължина до Сталач да стане плавателна. Историческите сведения съобщават, че реката се е ползвала като плавателна от устието ѝ до Чуприя.
След Баграданската клисура – по горното течение на реката, в горноморавската котловина преминава основната пътна инфраструктурна артерия на Сърбия – Автомагистрала А 1. До рухването на Югославия сръбското държавно ръководство не се е отказвало от плановете си за изграждане на геостратегически коридор, свързващ Белград със Солун – плавателен канал Дунав – Морава – Вардар – Бяло море.

## Селища
Долината на реката е гъсто населена и в нея са разположени множество селища, като най-големите са: Чичевац, Обреж, Парачин, Чуприя, Ягодина, Бързан, Лапово, Марковац, Свилайнац, Велика Плана, Кранево, Осипаоница, Пожаревац и Смедерево.

## История

### Население
До началото на 19 век по долината на река Велика Морава населението е преимуществено българско. То е ново и придошло през 17 и 18 век от по-южните български земи – Косово, Българска Морава, Македония. Наричано от водачите на първото сръбско въстание в Белградския пашалък сърбиянци, то участва активно в борбите за освобождение от османска власт. Постепенно, понякога първоначално и брутално, то е подложено на асимилация и сърбизация.

### Античност
През античността долината на Велика Морава е населявана от тракийски племена – мизи, трибали и др. В територията на областта има келтско проникване след 300 г. пр.н.е. След римската колонизация, областта влиза в границите на римската провинция Горна Мизия. След 3 век областта е жертва на готски опустошения, а след разделянето на Римската провинция на две, долината на Велика Морава е включена в Източната Римска империя.

### Средновековие
След 6 век започва славянското проникване на юг от Дунава. Долината на Велика Морава е основна пътна артерия за проникване на южните славяни към Косово, Македония, Албания, Епир, Тесалия и Пелопонес. В областта се заселва славянското племе от т.нар. българска група моравяни или моравци, а на десния ѝ бряг покрай Дунав се заселват други славянски племена от българската група – браничевци и кучани.
По време управлението на хан Крум областта е административно-политически присъединена към Първата българска държава. От 9 век насетне, населението по долината на река Велика Морава участва във формирането на българската народност. По време на Втората българска държава в долноморавско се образуват две български исторически области – вляво по течението на реката Белградска с център Белград, а вдясно Браничевска с главен град Браничево (днешен Костолац).

### Етническа граница
След обсадата завършила с превземането на Белград през 1521 от османците, старото българско население от областта /от 1522/ е изселено от Сюлейман Великолепни по Виа Милитарис в Източна Тракия. Спомен от това преселване е село Белград в покрайнините на Цариград, където преди е нямало българско население.

Обичайно Морава се сочи от пътешествениците по време на османското владичество за етническа граница между българи и сърби. Примерно Джон Бърбъри през 1664 – 1666 в пътеписа си разказва 
| „ | От Ягодина по хубав и здрав мост преминахме река Морава, която разделя Сърбия от България. | “ |

 Почти всички исторически сведения на пътешественици по Виа Милитарис в периода 16 – 18 век свидетелстват за това:
- Бенедикт Курипешич (1530)
- Корнелий дьо Шепер (1533)
- Жан Шено (1546)
- Анри II (1547)
- Антун Вранчич (1553)
- Ханс Дерншвам (1553)
- Ожие Гислен дьо Бюсбек (1553)
- Мелхиор фон Зайдлиц (1559)
- Антонио Пигафета (1567)
- Стефан Герлах (1573 – 1578)
- Пиер Ласкалопие (1573)
- Саломон Швайгер (1578)
- Волф Андреас фон Щайнах (1583)
- Мелхиор Безолт (1584)
- Рамбери (1584)
- Райнхолд Лубенау (1587)
- Хенри Кевъндиш (1589)
- Ханс Зайдел (1589)
- Томас Глоувър (1589)
- Фредерик Креквик (1591)
- Вратислав от Митровица (1591)
- Льофевър (1611)
- Адам Венер фон Крайлсхайм (1616 – 1617)
- анонимен автор /като участник във френското посланичество за Цариград на Луи дьо Е.Барон дьо Корманен/ (1621)
- Венсан Стохов (1630)
- Георг Христов фон Найчиц (1631 – 1634)
- А. Пуле (1657)
- М. Кикле (1657)
- Конрад Якоб Хилтенбранд (1657 – 1658)
- Християн фон Валсдорф (1660 – 1663)
- Джон Бърбъри (1664)
- Паул Тафнер (1665 – 1666)
- анонимен францискански автор (1665)
- ананомен автор (1671)
- Христоф фон Киндсберг (1672)
- Ханс Хьонес (1673 – 1674)
- Луиджи Марсили (1673)
- Джовани Беналя (1673)
- анонимен автор (1690)
- генерал Д`Арш (1700)
- Симпел Нигел (1700)
- Герхард Корнелиус Дирш (1711) слага границата на изток между Суха планина и Нишава
- анонимен автор /като участник в Римското императорско посолство на граф Вирмонд до Високата порта/ (1719) също слага границата на изток от Ниш
- Йохан Кемпел (1740)
- капитан Шаг (1741)
- Ованес Товмаджиян (1750)
- Хугас Инджеджиян (1789)

Гаврил Занетов в книгата си „Населението по долината на Велика Морава“ (1918) извежда следните заключения:
1. В края на 17 век долината на реката е опустяла, като староседелците се изселили в т.нар. Голямо сръбско преселение (в което участват християни, включително българи и албанци[12]) на север към Военната граница;
2. След 1688 австрийците взели да нахълтват в Моравската долина, а от 1717 до 1738 владеят напълно Белградския пашалък /с малко по различни граници от този в началото на 19 век/, което им позволява да привличат нови заселници по долината на Велика Морава от южните български земи като Косово, Българска Морава и Македония.
3. В началото на 18 век по долината на Велика Морава се заселват малко сърби от Новопазарско, Черна гора, Босна и Херцеговина, както и малко българи от Тимошко.
4. Процесът на прииждане на ново население по долината на Велика Морава продължава и през 19 век, но като цяло населението запазва своя преимуществено български облик и бит, предвид и на произхода му. Незначителният сръбски етнически елемент се претопява сред останалото население, образувайки специфичния косовско-моравски говор, който отива на около 20 km западно от Велика Морава. На запад от реката българския език е по-чисто запазен.[13]

В капиталния си труд „Западни български земи и Сърбия“, Гаврил Занетов описва подробно българското равностойно участие в първото въстание в Белградския пашалък, както и последвалата го асимилация и сърбизация на населението в т.нар. Подунавие – западно (в средновековната Белградска област) и източно (в Браничевска област) от Велика Морава.

### Левият бряг на Велика Морава
В историографията се е наложило становището, че Морава е етническа граница между българи и сърби. В късното средновековие почти всички пътешественици преминаващи през българското землище по Виа Милитарис сочат Морава за западен предел на българската народност. С няколко изключения, тези пътешественици не са етнографи, а и целта на пътуванията им не е извършването на етнографски изследвания. Обикновено те отразяват в своите записки непосредствените си впечатления от видяното и чутото, без да го подлагат на критичен анализ. Пример в това отношение е Мелхиор Безолт, който пише: 
| „ | при Ягодина минахме водите на Морава, която на това място разделя Сърбия от България | “ |

### Граница между Сърбия и България
Мелхиор Безолт през 1584 година отбелязва река Велика Морава като деляща две земи – Сърбия и България. В уточнението си към изложеното, той пише и следното: 
| „ | както това се приема изобщо | “ |

 Внимателните и детайлни етнографски проучвания от по-късни периоди, забелязват българското население и по левия (западен) бряг на реката.

### Българи оттам Морава
Задълбоченото вникване в етническата картина по долината на Велика Морава на база и други данни, включително специализирани изследвания като тези на Гаврил Занетов, разкриват друго – българската народност се разпростира на около 20 – 40 km западно от реката, покривайки плодорните равнини земи по долината ѝ. Това обстоятелство се установява по говора, някои исторически сведения и документи. Пътешественика Браун (англ. Brown) на устието на Лепеница в тогавашното село Баточина, сега община Лапово, през 1669 година констатира промяна в женската народна носия: 
| „ | Тук жените носят един вид високи шапки „конги“, и на нея, както и на челото – всякакви пари. Една българка тук ми благодари за една голяма монета, която присъедини към накита на главата си | “ |

Авторът прилага и изображението на жената и отдолу забелязва: жена от България.

Изложението на Върховния комитет за състоянието на Западните покрайнини (1930 – 1931), предназначено за Обществото на народите, сочи: 
| „ | Тия зони (Западните покрайнини), както това се знае от учените географи и историци, не са днес крайните западни български земи, населени с чисто (изключително) българско население. И днес продължават да са такива Моравско и Тимошко, а някогаш във време зараждането на сръбската държава (близо 300 години преди това е създадена Българската държава на Балканския полуостров) – земите с българско население се простираха на запад от днешната сръбска столица, Белград. Самото име на тоя град говори за българския му произход и характер. Едвам в края на средните векове се простира сръбското влияние на изток от Морава, като все пак учените и пътешествениците от времето на 17 и 18 векове продължават да констатират смесицата от българи и сърби в земите по левия (западен) бряг на Морава | “ |

### Говор
По време на научната си обиколка в Моравската област, Анастас Иширков отбелязва следното: 
| „ | Доводи исторически и географски за владение над Българоморавско могат да представят приблизително еднакви и Сърбия, и България, но нашата сила в доводи може да ни даде най-вече диалектологията. | “ |

 Населението по долината на Велика Морава комуникира на косовско-моравски говор, наричан още и косово-ресавски диалект. Това обстоятелство е установено от трима български учени езиковеди (Беньо Цонев, Стефан Младенов, Стоян Романски) по време на Научната експедиция в Македония и Поморавието. Всички сръбски учени също сочат специфичния косово-ресавски говор на това население, причислявайки го към т.нар. старощокавски сръбски диалекти (Разпространение на косово-ресавския диалект според сръбската диалектология) Архив на оригинала от 2011-07-07 в Wayback Machine.. Беньо Цонев и Стефан Младенов в капиталния труд „История на българския език“, категорично определят косовско-моравския говор за краен западен диалект на българския език. Кръстьо Мисирков определя българо-сръбската езикова граница така: 
| „ | С български славяни, след заселването на Балканския полуостров със славяни, беше заселен не само десния, но и левия бряг на река Морава, т.е. целия ѝ басейн на запад до водоразделите на Морава и Колубара и на Сръбска Морава и Ибър | “ |

Езикови данни за този факт съдържа дори името на днешната столица на Шумадия – Крагуевац, което произлиза от прабългарското название на вид ястреб, ползван за лов в тези слабонаселени места по времето на Първата българска държава. Името на големия автомобилен завод „Застава“ в Крагуевац, също е показателно в тази историко-етнологическа насока.
След Деветосептемврийския преврат, на българската научна общност по диалектология и е наложено по марксически идеологически съображения названието преходни говори за българските говорни диалекти в Сърбия. За видните български диалектолози от този период, тези български говори стават преходни говори по външнополитически идеологически съобръжения спрямо Югославия.

### Марксическа историография
След Деветосептемврийския преврат в България и налагането на народната власт в ФНРЮ, се взема държавен курс и от двете страни по поръка от Коминтерна към създаване на македонска нация и съграждане на южнославянска федерация. На практика въпроса с българския характер на населението по долината на Велика Морава е забравен и е тема табу в двустранните отношения в контекста на братския интернационализъм между пролетариата на южнославянските народи. Едва след разрива между СССР и Югославия през 1948 година настъпва охлаждане в отношенията между България и Югославия, но това не довежда до каквато и да е промяна в българската държавна политика в насока защита на българското население в Югославия, т.к. междудържавните отношения се разглеждат през призмата на междупартийните такива и то в контекста на идеологическите постулати на марксизма в българската марксическа историография. За последната, българи по долината на река Велика Морава никога не са съществували, а информация за книги на тази тема няма за граждани дори в картотеката на Народната библиотека

## Значение
Значението на реката и долината по Велика Морава е многостранно. Освен стопанско, реката и долината имат историко-географско, геополитическо и геостратегическо измерение за Балканите.

### Историко-географско
В исторически план долината на Велика Морава през средновековието до началото на 19 век е владение преимуществено на България или Византийската и Османската империя. Сърбия в началото на 19 век постепенно успява да овладее долината на Велика Морава. Това ѝ позволява:
1. да установи контрол над Тимошко и да го присъедини през 1833 година;
2. да анексира Поморавието окончателно през 1878 година, последвано от Сръбско-българската война;
3. в началото на 20 век (1912 – 1913) да завладее днешно Косово и Вардарска Македония (проникването освен през Поморавието, е и по Поибрието);[30]

### Геополитическо
Владението и контрола през средновековието от страна на България, Византия и Османската империя на долината на Велика Морава позволява свободен достъп за политическо, културно, търговско и военно взаимодействие на трите държави с Централна Европа.
По силата на Кючук Кайнарджашкия мирен договор на Руската империя и се удава да стане гарант и застъпник за правата на православните християни на Балканите. Руските външнополитически амбиции нарастват неимоверно, и геополитическа цел № 1 на руската външна политика в този период се превръща установяването на контрол над проливите (Босфор и Дарданели), който да бъде последван от евентуален руски имперски териториален излаз на т.нар. топли морета.
Последвалата руско-турско война установява руско-турската граница на Днепър, с което Руската империя опира о българското землище. С оглед постигане на основната си външнополитическа цел, руската дипломация пристъпва към активизиране на усилията си за привличане на своя страна на едноверните православни славяни на Балканите. Тактиката е граничните райони да се побунват.
Първото въстание в Белградския пашалък е в резултат и на активизиралата се руска външна политика в тази насока. Въстанието е улеснено и подкрепено от руски военни части във Влашко. Инвазията на Наполеон в Русия води до поражение за въстаниците, но последвалото развитие на руско-турските отношения след Виенския конгрес (Акерманска конвенция, Одрински мирен договор) в крайна сметка води до предоставяне на автономен статут на Белградския пашалък през 1830 година. Автономията е за цялата територия на пашалъка, и не отчита етническите различия на населението в западната и източната му половина, и в частност на това по долината на Велика Морава.
През декември 1838 Княжество Сърбия се сдобива с конституция, а от 1844 и с национална външнополитическа доктрина – Начертание. Основната сръбска външнополитическа експанзия е насочена към българските земи в Османската империя. Това направление се споделя от Австрийската империя и Русия, като всяка от великите сили преследва свои си външнополитически цели. Първата желае да ползва Сърбия като таран, за да придобие Солун и излаз на Бяло море, след което да включи сърбите от княжеството в пределите си, обединявайки ги с другите си южнославянски поданици. Русия иска да ползва Сърбия двуяко – за възпиране на австрийската експанзия на Балканите, а същевременно и като съюзник в борбата си за проливите срещу Османската империя.
В крайна сметка след серия войни (Сръбско-турска война, Руско-турска освободителна война, Балкански войни), Сърбия благодарение най-вече на транспортно-комуникационния си коридор и контрол над долината на Велика Морава, успява да утрои територията си.
Сараевския атентат слага началото на Първата световна война и за двата военно-политически блока (Централни сили и Антанта) въпроса с осъществяването или не, на сухопътен коридор по Виа Милитарис се превръща в жизненоважен и решаващ за крайния изход на войната. Коридорът преминава по долината на Велика Морава.
Централните сили се оказват в по-изгодно положение спрямо България за привличането ѝ за съюзник на своя страна. България има своите етнически и исторически права над района на Поморавието. Тайната българо-германска спогодба урежда съвместния контрол над долината на Велика Морава, като австро-унгарско-българската граница минава по реката. Пред българското правителство и премиер Васил Радославов остава да седи задачата по окончателното и трайно уреждане на българския национален въпрос, и в частност този за съдбата на българското население и територия по долината на река Велика Морава. Решението на този въпрос позволява осъществяването на пряк коридор и връзка на България чрез Унгария със страните от Централна и Западна Европа, така както е през средновековието.

### Геостратегическо
Геостратегическото владение и контрол над долината на Велика Морава позволяват на Сърбия освен да утрои територията си в рамките на по-малко от столетие, но и да оглави новата държава наречена Кралство на сърби, хървати и словенци след Първата световна война. След преименуването на кралството на Югославия е въведено ново административно-териториално деление, по силата на което се образуват две административни единици – Моравска и Дунавска бановина, обхващащи територията по долината на Велика Морава. Югославската външна политика като продължение на сръбската такава е откровено и изявено антибългарска и цели възпрепятстване и осуетяване на каквито и да е български претенции към западните български земи (включително и Западните покрайнини) и Вардарска Македония. Своеобразен връх на тази политика е Балканската Антанта. Това довежда до Марсилския атентат.
След Втората световна война, парижките договорености потвърждават статуквото от Първата. Югославия се управлява от комунисти, които продължават по същество предходната сърбошовинистична политика на потискане правото на национално самоопределение на народите в Югославия. Подобно на румънската политика по изграждане на канала Дунав – Черно море и Социалистическа република Сърбия в рамките на Югославската федерация пристъпва към изграждане на подобно съоръжение: канал Дунав – Бяло море (Канала Морава-Вардар) Архив на оригинала от 2009-02-26 в Wayback Machine. през Македония, целящ задълбочаването на геостратегическата изолация на България. В крайна сметка начинанието е забавено по икономически причини, а след започналия процес на разпадане на бивша Югославия през 90-те години на 20 век и окончателно провалено.
След Косовската криза, последвана от обявяване независимостта на Косово с признаването му от повечето държави в ЕС, присъединяването на Сърбия към съюза остава все така проблематично. Това обстоятелство изостря пречките пред международната търговия и придвижване през Сърбия между страните в ЕС и тези от Ориента и Централна и Западна Европа, осъществявано най-вече по главния международен път преминаващ през долината на Велика Морава. Като алтернатива, България разглежда изграждането на моста Видин – Калафат с пътя през Румъния, както и реализацията на Паневропейски транспортен коридор 8.

## Галерия
- Велика Морава при Лапово
- Велика Морава при Лапово
- Велика Морава при Варварин